# Krzysztof Raczkowski
Krzysztof Raczkowski (Kętrzyn, Poljska, 29. listopada 1970. – Olsztyn, Poljska 18. kolovoza 2005.), poznat i pod umjetničkim imenom Docent, bio je bubnjar poljskog death/thrash metal-sastava Vader. Također je svirao sa skupinama Hunter, Slashing Death, Christ Agony, Moon, Sweet Noise, Dies Irae, Unborn i Black Altar. 

## Životopis
Krzysztof Raczkowski rođen je 29. listopada 1970. u Kętrzynu, iako je živio u Korszeu. Započeo je svirati bubnjeve 1985. Prvi sastav gdje je svirao bio je skupina Skandal. Nakon toga pridružio se thrash metal sastavu Dyktator, a 1988. Slashing Death. Iste godine preselio se u Olsztyn i pridružio se death metal sastavu  Vader. Prvi album koji je snimio s Vaderom bio je demoalbum Necrolust.
Godine 1991. osnovao je sastav Atrocious Filth. Godine 1994. snimio je album Atrocious Filth objavljen 2008.
Godine 1996. s Cezarom Augustynowiczom osnovao je sastav Moon. Također bio je član sastava Dies Irae.
Godine 2004. prije snimanja albuma The Beast Vadera, Raczkowski imao je nesreću u kojoj je ozlijedio ruku i nogu. Zamijenjo ga je Dariusz "Daray" Brzozowski. Napustio je sastav u ožujku 2005.
Preminuo je 18. kolovoza 2005. od zatajenja srca. Pokopan je 24. kolovoza iste godine u Korszeu.

## Diskografija
Vader
- Necrolust (1989.)
- Morbid Reich (1990.)
- The Ultimate Incantation (1992.)
- Sothis (1994.)
- The Darkest Age – Live '93 (1994.)
- De Profundis (1995.)
- Future of the Past (1996.)
- Black to the Blind (1997.)
- Kingdom (1998.)
- Live in Japan (1998.)
- Litany (2000.)
- Reign Forever World (2000.)
- Revelations (2002.)
- Blood (2003.)

Dies Irae
- Immolated (2000.)
- The Sun War (2002.)
- Sculpturr of Stone (2004.)

Sweet Noise
- The Triptic (2007.)